# Alejandro Parodi
Alejandro Parodi Montaño (Ciudad Obregón, Sonora; 23 de julio de 1928-Tequisquiapan, Querétaro; 26 de agosto de 2011) fue un actor mexicano. Fue hijo de la escritora Enriqueta de Parodi y de un pintor italiano.
Parodi realizó estudios profesionales en fotografía, cinematografía y teatro. Estudió arte dramático con el maestro Seki Sano, además de haber sido discípulo de Alex Phillips. Impartió cátedra en la Universidad Iberoamericana; con estudios en Madrid España.
Participó en obras de cine español y alemán. Alternó con actores como Geraldine Chaplin, Gian Maria Volonté, Dean Stockwell, Marhe Keller, Kris Kristofferson, entre otros. Trabajó con directores como: Miguel Littín, Arturo Ripstein, Felipe Cazals, Alfredo Gurrola y Alejandro Pelayo.

## Películas
En su haber destacan películas notables como:
- Santo en el hotel de la muerte (1963)
- Actas de Marusia, dirigida por Miguel Littín, filmada en 1975, donde actúa al lado de Gian Maria Volonté, Diana Bracho, Eduardo López Rojas, Ernesto Gómez Cruz, Salvador Sánchez, Patricia Reyes Spíndola entre otros y narra el aplastamiento de una huelga en Chile durante el siglo pasado;
- Llámenme Mike dirigida por Alfredo Gurrola, donde actuó al lado de Víctor Alcocer, Carlos Cardán, Sasha Montenegro, El Chicote. Jorge Patiño, entre otros actores y narra la historia de un policía corrupto que se ve encarcelado y golpeado brutalmente.
- Lamberto Quintero película de 1987.
- El imperio de la fortuna (1986) dirigida por Arturo Ripstein, basada en la tercera obra del novelista mexicano Juan Rulfo, donde alterna con Ernesto Gómez Cruz y Blanca Guerra, interpretando el papel de Lorenzo Benavides
- La fuga del Rojo (1985)
- El año de la peste (1979)
- Las Poquianchis (1976) cinta basada en hechos reales y dirigida por Felipe Cazals, donde interpreta al Juez que conoce de la acusación contra las hermanas González Valenzuela.
- El hijo de Lamberto Quintero película de 1990.

Su última película fue Bodas de oro, donde compartió con Fernando Luján, Martha Navarro y Héctor Bonilla; se filmó en 2005. También en televisión el actor realizó pocas intervenciones, en las telenovelas Penthouse (1973), con Fanny Cano; y Mirada de mujer: el regreso (2003), en la que interpretó a Eladio Chacón.

## Premios
Fue nominado nueve veces al Ariel y recibió cuatro de ellos. Ganó tres Diosas de Plata y diversos reconocimientos internacionales.

## Muerte
Parodi falleció el 26 de agosto de 2011 en Tequisquiapan, Querétaro, a los 83 años de edad, víctima de una embolia. Sus restos fueron incinerados y sus cenizas esparcidas en su vivienda, localizada en ese municipio.